# 岐阜県道・長野県道7号中津川南木曽線
岐阜県道・長野県道7号中津川南木曽線（ぎふけんどう・ながのけんどう7ごう なかつがわなぎそせん）は、岐阜県中津川市を起点とし長野県南木曽町に至る主要地方道（岐阜県道・長野県道）である。

## 概要
岐阜県側については全区間片側1車線以上が確保されている。
接続する中津川市道（本来は農道）が整備されており、そちらを利用する者も多く平日の交通量はそれほど多くはないが、近隣に温泉等の観光地があり、その中でも特に有名な観光地である「馬籠宿・妻籠宿」を経由するため、休日には渋滞が発生するほど交通量が増えることもある。
馬籠地区と妻籠地区の間は峠道であり、しばらくはつづら折れの急カーブが連続するが、岐阜県側・長野県側ともに近年道路改良が進み、徐々に走りやすい道になりつつある。
木曽川沿いを走る国道19号の迂回路としても機能している。

### 路線データ
- 路線認定[3]
  - 起点：岐阜県中津川市
  - 終点：長野県木曽郡南木曽町
  - 重要な経過地：なし（路線の変更前は長野県木曽郡山口村、岐阜県恵那郡坂下町[4]（現中津川市））
- 道路の区域
  - 起点：岐阜県中津川市落合（国道19号交点）
  - 終点：長野県木曽郡南木曽町橋場729番の1地先[2]（国道256号交点）
  - 実延長距離：16.039 km
    - 岐阜県：11.247 km[1]、長野県：4.7923 km[2]
- 道路法第7条第1号該当号：1号[5]

## 歴史
- 1959年（昭和34年）8月1日：長野県道橋場中津川線の認定[6]。
- 1960年（昭和35年）3月5日：岐阜県が一般県道93号橋場中津川線を路線認定。
- 1973年（昭和48年）7月23日 - 長野県道番号改正に伴い一般県道103号となる。
- 1977年（昭和52年）2月27日 - 岐阜県道番号改正に伴い一般県道103号となる。
- 1982年（昭和57年）4月1日： 建設省（現・国土交通省）が一般県道橋場中津川線を主要地方道中津川南木曽線に指定[7]。
- 1983年（昭和58年）
  - 1月17日：長野県道103号橋場中津川線を長野県道61号中津川南木曽線へ変更[4]。
  - 1月28日：岐阜県が一般県道103号橋場中津川線を主要県道41号中津川南木曽線へ改称。
- 1993年（平成5年）5月11日：建設省から、主要県道中津川南木曽線が中津川南木曽線として主要地方道に再指定される[8]。
- 1994年（平成6年）4月1日：岐阜県が整理番号を41番から7番へ変更、長野県が路線番号を61番から7番へ変更[9]。
- 2005年（平成17年）2月13日：経路上の長野県木曽郡山口村が岐阜県中津川市に編入合併され、本路線の県境が変更。

## 路線状況

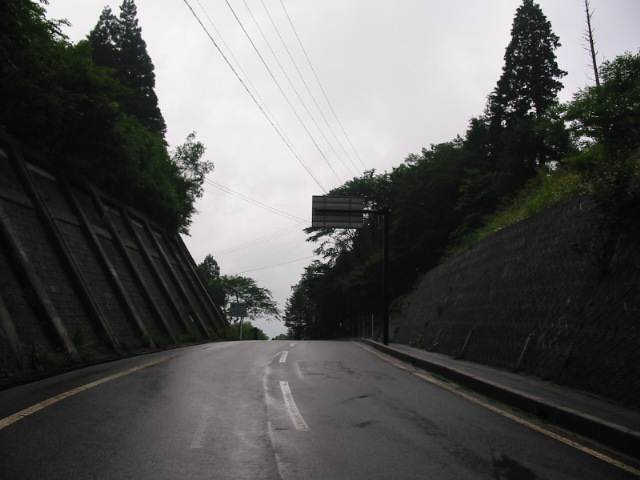
馬籠峠。岐阜県・長野県境界

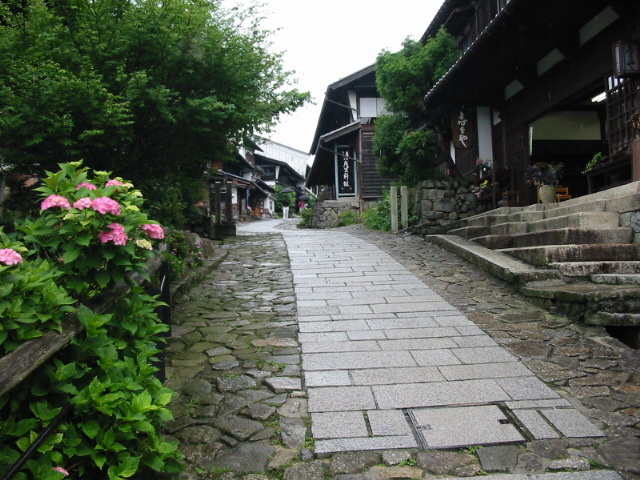
馬籠宿

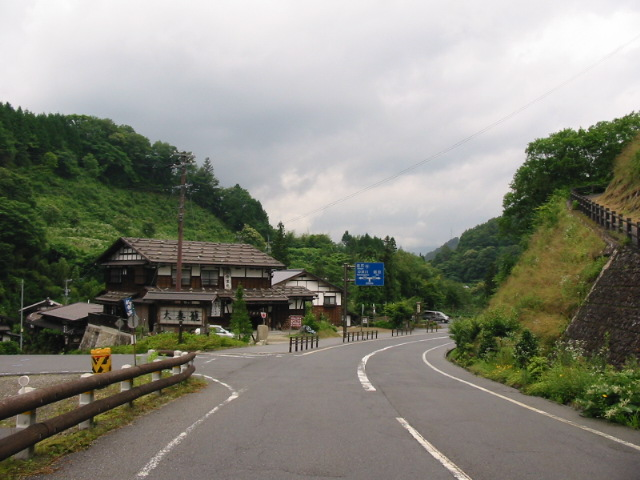
大妻籠

### 別名
- 旧中山道（中津川市、南木曽町）

## 地理

### 通過する自治体
- 岐阜県
  - 中津川市
- 長野県
  - 木曽郡南木曽町

### 交差する道路
- 国道19号（岐阜県中津川市落合、起点）
- 国道256号（木曽郡南木曽町橋場、終点）

### 沿線にある施設など
- 馬籠宿
- 妻籠宿